# العلاقات الأمريكية البنمية
العلاقات الأمريكية البنمية هي العلاقات الثنائية التي تجمع بين الولايات المتحدة وبنما.

## مقارنة بين البلدين
هذه مقارنة عامة ومرجعية للدولتين:
| وجه المقارنة                                              | الولايات المتحدة                                                                                                  | بنما                      |
| --------------------------------------------------------- | --- | ------------------------- |
| المساحة (كم2)                                             | 9.83 مليون | 74.18 ألف                 |
| عدد السكان (نسمة)                                         | 311.58 مليون | 4.10 مليون                |
| الكثافة السكانية (ن./كم²)                                 | 31.7 | 55.27                     |
| العاصمة                                                   | واشنطن العاصمة | بنما                      |
| اللغة الرسمية                                             | لغة إنجليزية | اللغة الإسبانية           |
| العملة                                                    | دولار أمريكي | بالبوا بنمي، دولار أمريكي |
| الناتج المحلي الإجمالي (بليون دولار)                      | 19.39 تريليون | 61.84 مليار               |
| الناتج المحلي الإجمالي (تعادل القوة الشرائية) بليون دولار | 18.04 تريليون | 87.37 مليار               |
| الناتج المحلي الإجمالي الاسمي للفرد دولار أمريكي          | 56.12 ألف | 13.27 ألف                 |
| الناتج المحلي الإجمالي للفرد دولار أمريكي                 | 54.63 ألف | 20.89 ألف                 |
| مؤشر التنمية البشرية                                      | 0.920 | 0.780                     |
| رمز المكالمات الدولي                                      | +1 | +507                      |
| رمز الإنترنت                                              | .us، حكومة، .mil، Edu.                                                                                            | .pa                       |
| المنطقة الزمنية                                           | توقيت ساموا الأمريكية، توقيت أطلنطي موحد، منطقة زمنية وسطى، توقيت ألاسكا ‏، المنطقة الزمنية الجبلية، توقيت تشامرو ‏ | 00                        |

## مدن متوأمة
في ما يلي قائمة باتفاقيات التوأمة بين مدن أمريكية وبنمية:
- ترتبط ميامي مع بنما باتفاقية توأمة منذ 1 نوفمبر 1990.
- ترتبط فورت لودرديل مع بنما باتفاقية توأمة منذ 1996.
- ترتبط سان دييغو مع بنما باتفاقية توأمة منذ 1977.[17][17][17][17]
- ترتبط ماندفيل مع كولون (بنما) باتفاقية توأمة.

## منظمات دولية مشتركة
يشترك البلدان في عضوية مجموعة من المنظمات الدولية، منها:
| علم المنظمة | اسم المنظمة                               | تاريخ انضمام الولايات المتحدة | تاريخ انضمام بنما |
| ----------- | ----------------------------------------- | ----------------------------- | ----------------- |
|             | الفريق المعني برصد الأرض                  | ?                             | ?                 |
|             | البنك الدولي للإنشاء والتعمير             | 27 ديسمبر 1945                | 14 مارس 1946      |
|             | وكالة ضمان الاستثمار متعدد الأطراف        | 12 أبريل 1988                 | 21 فبراير 1997    |
|             | الاتحاد الدولي للاتصالات                  | 1 يوليو 1908                  | 14 يوليو 1914     |
|             | مؤسسة التمويل الدولية                     | 20 يوليو 1956                 | 20 يوليو 1956     |
|             | منظمة الشرطة الجنائية الدولية             | ?                             | ?                 |
|             | الأمم المتحدة                             | 24 أكتوبر 1945                | 13 نوفمبر 1945    |
|             | يونسكو                                    | 4 نوفمبر 1946                 | 10 يناير 1950     |
|             | منظمة التجارة العالمية                    | ?                             | ?                 |
|             | المركز الدولي لتسوية المنازعات الاستشارية | 14 أكتوبر 1966                | 8 مايو 1996       |
|             | الاتحاد البريدي العالمي                   | ?                             | ?                 |
|             | مؤسسة التنمية الدولية                     | 24 سبتمبر 1960                | 1 سبتمبر 1961     |
|             | منظمة حظر الأسلحة الكيميائية              | ?                             | ?                 |

## أعلام
هذه قائمة لبعض الشخصيات التي تربطها علاقات بالبلدين:
- تيسا طومسون (ممثلة أمريكية، 3 أكتوبر 1983[26] – )
- جيف بوكلي (17 نوفمبر 1966[27][28] – 29 مايو 1997[27][28])
- مونيك ألكساندر (ممثلة إباحية أمريكية، 26 مايو 1982 – )
- هولك هوجان (11 أغسطس 1953[29] – )
- يافيت كوتو (ممثل أمريكي، 15 نوفمبر 1939[30] – )

## وصلات خارجية
- موقع وزارة الخارجية الأمريكية
- موقع وزارة الخارجية البنمية